# Ligne d'Ingwiller à La Petite-Pierre
La ligne d'Ingwiller à la Petite-Pierre était un projet de ligne envisagé au début du XXe siècle, afin de relier Ingwiller à La Petite-Pierre en passant par Sparsbach et Erckartswiller.
Elle devait constituer la ligne no 164 000 du réseau ferré national.

## Historique
C'est en janvier 1901 que les communes de Weiterswiller, Sparsbach, Siewiller, Ingwiller, Petersbach et Lohr présentèrent une requête pour la création d'une ligne à voie étroite « Ingwiller - La Petite-Pierre ».
Le 1er avril 1913, des crédits furent alloués pour le projet de la ligne. Son tracé de 14,33 km devait passer par Sparsbach et Erckartswiller (bien qu'une variante via Weiterswiller avait été envisagée). Cependant, le projet fut suspendu en raison de la Première Guerre mondiale.
Le projet refit finalement surface en juillet 1929, sous la forme d'une motion soumise au conseil municipal d'Ingwiller par une association (Association des Artisans, commerçants et de promotion d'Ingwiller). Cette proposition était également soutenue par le conseiller général du canton de La Petite-Pierre, Georges Deiss. Malgré le soutien des élus, très intéressés par le projet, la ligne ne verra jamais le jour.

## Infrastructure

### Caractéristiques
Le projet prévoyait que la ligne se débranche de celle de Mommenheim à Sarreguemines à environ un kilomètre au nord d'Ingwiller, avant de se diriger vers Sparsbach. Elle devait ensuite parcourir la vallée dans toute sa longueur, avant de grimper jusqu'à son terminus La Petite-Pierre situé à 350 mètres d'altitude. L'essentiel du tracé aurait été en pente douce, excepté la dernière section avant le terminus qui aurait été bien plus difficile, avec des rampes assez importantes totalisant un dénivelé de plus de 130 m.

## Superstructure

### Gares
Quatre gares auraient dû être édifiées :
- la gare de Weinbourg ;
- la gare de Sparsbach ;
- la gare d'Erckartswiller ;
- la gare de La Petite-Pierre.